# Charles Pierrepont, IV conte Manvers
Charles William Sydney Pierrepont, IV conte Manvers (Londra, 2 agosto 1854 – Londra, 17 luglio 1926), è stato un militare, politico e nobile inglese.

## Biografia
Charles Pierrepont era il figlio primogenito di Sydney Pierrepont, III conte Manvers. Venne educato ad Eton e nel 1860, quando suo padre ottenne i titoli di famiglia, ebbe il titolo di visconte Newark. Succedette al genitore nei titoli nobiliari della propria casata nel gennaio del 1900.
Dal 1872 fino al suo ritiro nel 1880, fu tenente delle Grenadier Guards e successivamente ricoprì diversi incarichi nelle Yeomanry e nelle Volunteer Force: capitano della South Nottinghamshire Yeomanry Cavalry; maggiore del 2nd Volunteer Battalion (poi 8th Battalion), Sherwood Foresters) e colonnello onorario dal 1904; generale di brigata e comandante della North Midland Brigade dal 1896 al 1908. Nel novembre del 1901 ricevette la Volunteer Decoration per i suoi contributi all'organizzazione dei North Midlands Infantry Volunteers.
Fu eletto deputato nel 1885 per la circoscrizione elettorale di Newark del Nottinghamshire. Venne rieletto nel 1886 e nel 1892 alla medesima sede, non fu invece rieletto alle elezioni del 1895. Il suo successore Harold Heneage Finch-Hatton si dimise nel 1898, ed il visconte Newark ritornò alla sua sede, mantenendola sino a quando non succedette a suo padre come conte nel 1900.
Fu inoltre uno sportivo e fu maestro alla Rufford Hunt dal 1900.
Morì il 17 luglio 1926 nella sua casa di Tilney Street, a Londra.

## Matrimonio e figli
Nel 1880 sposò Helen Shaw-Stewart, figlia di sir Michael Shaw-Stewart, VII baronetto; la coppia generò quattro figli:
- Cicely Mary Pierrepont (1886–1936), sposò Francis Henry Hardy di Edith Weston Hall, Rutland, nel 1915
- Evelyn Robert Pierrepont, V conte Manvers (1888–1940)
- Alice Helen Pierrepont (30 agosto 1889 – 8 marzo 1969), sepolta a Ystrad Mynach
- Sibell Pierrepont (1892–1968), sposò Hubert Davys Argles nel 1923

## Ascendenza
|                                                   |                                                          |                                                        | Genitori                                          |  |  | Nonni |  |  | Bisnonni                            |  |  | Trisnonni      |  |
|                                                   |                                                          |                                                        |                                                   |  |  |       |  |  | Charles Pierrepont, I conte Manvers |  |  | Philip Meadows |  |
|                                                   |                                                          |                                                        |                                                   |  |  |       |  |  | Charles Pierrepont, I conte Manvers |  |  | Philip Meadows |  |
|                                                   |                                                          | Frances Pierrepont                                     |                                                   |  |  |       |  |  | Charles Pierrepont, I conte Manvers |  |  |                |  |
| Charles Pierrepont, II conte Manvers              |                                                          |                                                        |                                                   |  |  |       |  |  | Charles Pierrepont, I conte Manvers |  |  |                |  |
|                                                   |                                                          | Anne Orton Mills                                       | William Mills                                     |  |  |       |  |  |                                     |  |  |                |  |
|                                                   |                                                          | Anne Orton Mills                                       | William Mills                                     |  |  |       |  |  |                                     |  |  |                |  |
|                                                   |                                                          | Anne Orton Mills                                       |                                                   |  |  |       |  |  |                                     |  |  |                |  |
| Sydney Pierrepont, III conte Manvers              |                                                          | Anne Orton Mills                                       |                                                   |  |  |       |  |  |                                     |  |  |                |  |
|                                                   |                                                          | Anthony Hardolph Eyre                                  | Anthony Eyre                                      |  |  |       |  |  |                                     |  |  |                |  |
|                                                   |                                                          | Anthony Hardolph Eyre                                  | Anthony Eyre                                      |  |  |       |  |  |                                     |  |  |                |  |
|                                                   |                                                          | Anthony Hardolph Eyre                                  | Judith Bury                                       |  |  |       |  |  |                                     |  |  |                |  |
| Mary Laetitia Eyre                                |                                                          | Anthony Hardolph Eyre                                  |                                                   |  |  |       |  |  |                                     |  |  |                |  |
|                                                   |                                                          | Frances Wilbraham-Bootle                               | Richard Wilbraham                                 |  |  |       |  |  |                                     |  |  |                |  |
|                                                   |                                                          | Frances Wilbraham-Bootle                               | Richard Wilbraham                                 |  |  |       |  |  |                                     |  |  |                |  |
|                                                   |                                                          | Frances Wilbraham-Bootle                               | Mary Bootle                                       |  |  |       |  |  |                                     |  |  |                |  |
| Charles Pierrepont, IV conte Manvers              |                                                          | Frances Wilbraham-Bootle                               |                                                   |  |  |       |  |  |                                     |  |  |                |  |
|                                                   | François Marie Casimir de Franquetot, marchese di Coigny | François-Henri de Franquetot, II duca di Coigny        |                                                   |  |  |       |  |  |                                     |  |  |                |  |
|                                                   | François Marie Casimir de Franquetot, marchese di Coigny | François-Henri de Franquetot, II duca di Coigny        |                                                   |  |  |       |  |  |                                     |  |  |                |  |
|                                                   | François Marie Casimir de Franquetot, marchese di Coigny | Marie Jeanne Olympe de Bonnevie, baronessa di Voulpaix |                                                   |  |  |       |  |  |                                     |  |  |                |  |
| Auguste-Gustave de Franquetot, III duca di Coigny | François Marie Casimir de Franquetot, marchese di Coigny |                                                        |                                                   |  |  |       |  |  |                                     |  |  |                |  |
|                                                   |                                                          | Louise Marthe de Conflans                              | Louis Gabriel de Conflans, I marchese di Conflans |  |  |       |  |  |                                     |  |  |                |  |
|                                                   |                                                          | Louise Marthe de Conflans                              | Louis Gabriel de Conflans, I marchese di Conflans |  |  |       |  |  |                                     |  |  |                |  |
|                                                   |                                                          | Louise Marthe de Conflans                              | Antoinette Portail                                |  |  |       |  |  |                                     |  |  |                |  |
| Georgine Jane Elizabeth Fanny de Franquetot       |                                                          | Louise Marthe de Conflans                              |                                                   |  |  |       |  |  |                                     |  |  |                |  |
|                                                   |                                                          | Hew Dalrymple-Hamilton, IV baronetto                   | Hew Dalrymple-Hamilton, III baronetto             |  |  |       |  |  |                                     |  |  |                |  |
|                                                   |                                                          | Hew Dalrymple-Hamilton, IV baronetto                   | Hew Dalrymple-Hamilton, III baronetto             |  |  |       |  |  |                                     |  |  |                |  |
|                                                   |                                                          | Hew Dalrymple-Hamilton, IV baronetto                   | Janet Duff                                        |  |  |       |  |  |                                     |  |  |                |  |
| Henrietta Dundas Dalrymple-Hamilton               |                                                          | Hew Dalrymple-Hamilton, IV baronetto                   |                                                   |  |  |       |  |  |                                     |  |  |                |  |
|                                                   |                                                          | Jane Duncan                                            | Adam Duncan, I visconte Duncan                    |  |  |       |  |  |                                     |  |  |                |  |
|                                                   |                                                          | Jane Duncan                                            | Adam Duncan, I visconte Duncan                    |  |  |       |  |  |                                     |  |  |                |  |
|                                                   |                                                          | Jane Duncan                                            | Henrietta Dundas                                  |  |  |       |  |  |                                     |  |  |                |  |
|                                                   |                                                          | Jane Duncan                                            |                                                   |  |  |       |  |  |                                     |  |  |                |  |